# 링컨가
링컨가(영어: Lincoln family)는  영국에서 기원을 둔 미국의 가족이다. 이 가족은 미국의 4대 법무장관, 리바이 링컨 주니어(매사추세츠)와 에녹 링컨(메인) 주지사, 그리고 미국의 16대 대통령인 에이브러햄 링컨을 포함한다. 에이브러햄 링컨의 후손으로 알려진 10명이 있었다. 대통령의 가족 중 마지막으로 논란의 여지가 없고 합법적이며 알려진 후손인 로버트 토드 링컨 벡위드가 1985년 12월 24일에 인정된 자녀 없이 사망했기 때문에 멸종되었다고 믿어진다.